# Margaret di Clare
Margaret di Clare, baronessa Badlesmere (Irlanda, 1º aprile 1287 circa – Aldgate, 22 ottobre 1333 o 3 gennaio 1334), è stata una nobile britannica; fu imprigionata alla Torre di Londra per aver ordinato un assalto armato contro Isabella di Francia nel 1321.

## Biografia

### Infanzia, matrimonio e maternità
Margaret di Clare nacque in Irlanda da Tommaso di Clare, signore di Thomond e da Juliana FitzGerald ed era la più giovane dei loro figli.
Margaret restò orfana di padre all'età di cinque anni e la madre, di appena ventiquattro anni, si risposò altre due volte.
La giovane era un buon partito e si sposò una prima volta prima del 1303: il suocero garantì agli sposi il castello di Hambleton e quando suo marito morì nel 1307 senza averle dato figli il maniero rimase a lei.
Poco prima del 30 giugno 1308 convolò di nuovo a nozze con Bartolomeo de Badlesmere, I barone Badlesmere, un soldato che era stato fatto governatore del castello di Bristol l'anno precedente. Il matrimonio era stato organizzato da uno dei cognati di Margaret che aveva avuto il barone nel proprio seguito nella prima guerra d'indipendenza scozzese; Margaret venne insignita del titolo di baronessa il 26 ottobre 1309.
Nel 1318 il marito venne nominato attendente del re Edoardo II d'Inghilterra, entrando così nella stretta cerchia degli intimi del sovrano. Fu avverso al potere crescente di Ugo Despenser il giovane e di suo padre e a Tommaso Plantageneto, cugino del re, uno dei promotori delle disposizioni di Oxford (1311).
Nel 1319 Margaret venne presa in ostaggio da un gruppo di popolani nel Hertfordshire che chiesero un riscatto per il suo rilascio e la somma venne prontamente pagata il giorno dopo da Ugo Despenser il giovane, marito di sua cugina Eleonora di Clare. I rapitori vennero catturati, ma il re poco dopo li perdonò.
Dal matrimonio con Bartolomeo nacquero cinque figli:
- Margery de Baldesmere (1308 o 1309 - 18 ottobre 1363)
- Matilde de Baldesmere (1310 - 24 maggio 1366), sposò in seconde nozze John de Vere, VII conte di Oxford
- Elizabeth de Badlesmere (1313 - 8 giugno 1356), sposò il figlio di Ruggero Mortimer, I conte di March e di Giovanna de Geneville, II baronessa di Geneville
- Giles de Baldesmere, II barone Baldesmere (18 ottobre 1314 - 7 giugno 1338)
- Margaret de Baldesmere (1315)

### Affronto alla regina e prigionia

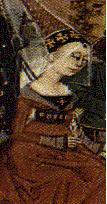
Isabella di Francia

Nel 1312 Bartolomeo era stato fatto governatore del Castello reale di Leeds, dove nel 1321, Isabella di Francia decise di sostare durante il viaggio in pellegrinaggio a Canterbury: il maniero era parte della sua dote ed era quindi suo diritto alloggiarvi. Bartolomeo, che nel frattempo si era allontanato dal re Edoardo II d'Inghilterra ed era passato fra i suoi oppositori, era assente e la moglie Margaret si rifiutò di far entrare la regina se non dietro un ordine diretto del suo signore e marito. La regina si avvicinò ugualmente con la propria scorta al barbacane e Margaret ordinò agli arcieri di scoccare frecce, che uccisero sei uomini, costringendola ad una rapida ritirata. Quando Edoardo II d'Inghilterra seppe dell'affronto subito dalla moglie mise insieme un piccolo esercito per andare a punire la baronessa ribelle insieme agli uomini che erano rimasti ai suoi ordini. La baronessa sperò inutilmente nell'aiuto di Tommaso Plantageneto, ma solo suo marito, che aveva trovato rifugio presso il vescovo di Lincoln, le inviò un piccolo contingente. Margaret resistette all'assalto per cinque giorni e si arrese il 31 ottobre 1321 dietro la promessa di clemenza fatta dal sovrano. Il re prese possesso del castello ed inviò Margaret alla Torre di Londra come prigioniera, insieme ai suoi cinque figli, facendo di lei la prima donna ad essere incarcerata nella Torre.
Il re Edoardo II d'Inghilterra, con l'appoggio di Aymer de Valence, II conte di Pembroke e di Giovanni di Bretagna, conte di Richmond, reclamò il potere di cui era stato privato dalle disposizioni di Oxforde da Tommaso Plantageneto. Alcuni nobili che in precedenza gli erano stati ostili passarono dalla sua parte per soffocare la crescente ribellione dei signori delle marche. Ugo Despenser il giovane e suo padre furono richiamati dall'esilio, al quale erano stati costretti pochi mesi prima in seguito al conflitto per alcune terre nelle marche gallesi che appartenevano a Ruggero Mortimer, I conte di March a suo zio Roger Mortimer di Chirk ed a Humphrey de Bohun, IV conte di Hereford.

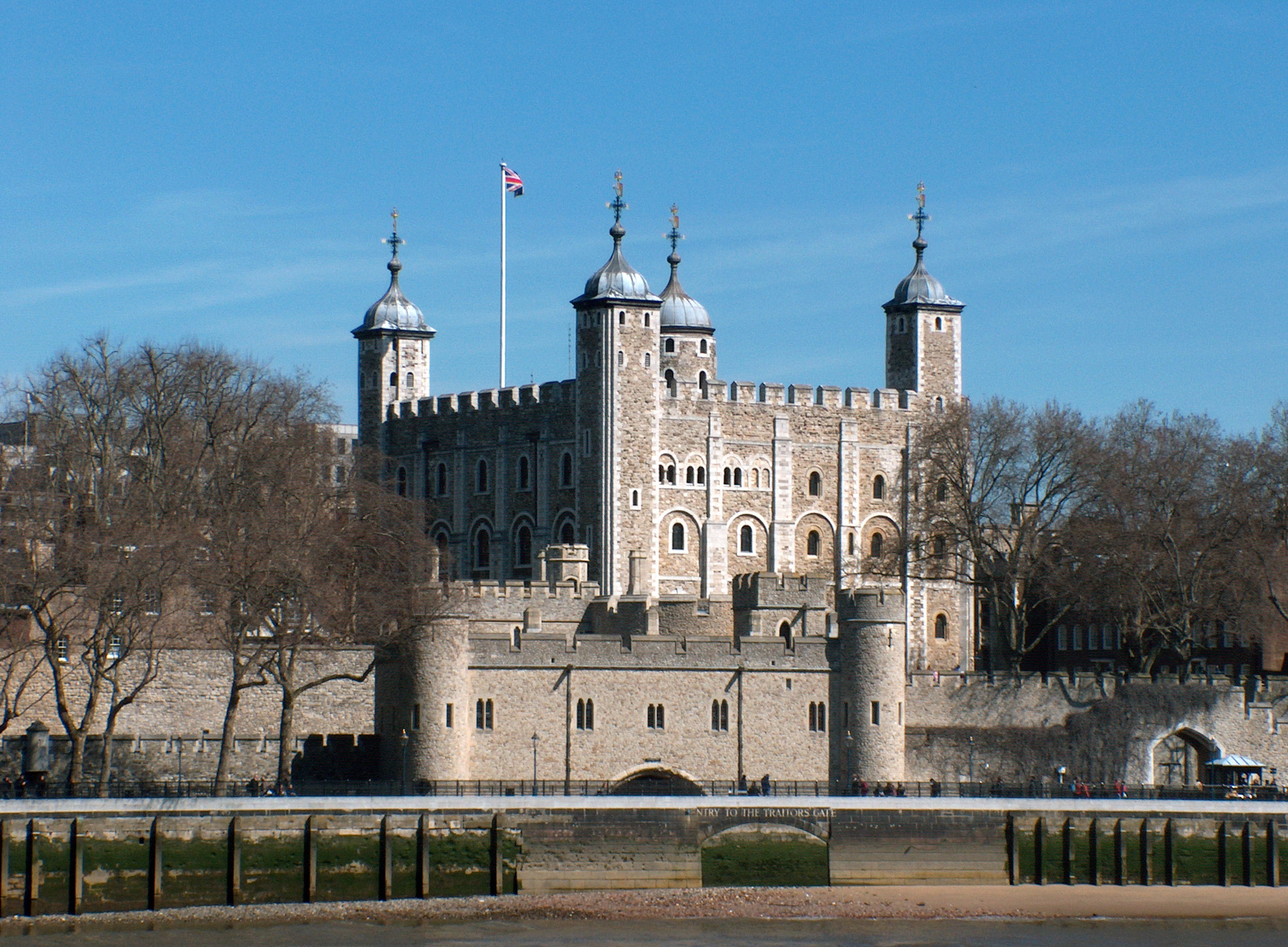
La torre di londra vista dal Tamigi

Il marito di Margaret, Bartolomeo de Badlesmere, si alleò con Tommaso Plantageneto nella sua ribellione del 1322, ma entrambi furono sconfitti e catturati nella battaglia di Boroughbridge del 16 marzo 1322: il Plantageneto venne decapitato, mentre Bartolomeo venne squartato e decapitato il 14 aprile 1322 e la testa venne esposta a Burgate. Margaret rimase nella Torre senza sapere se sarebbe vissuta o meno fino al novembre dello stesso anno, quando un suo nipote riuscì a negoziare la liberazione sua e dei suoi figli.
Uscita dalla Torre Margaret si ritirò presso il convento francescano di Aldgate, la cui badessa era amica personale della regina. Edoardo II d'Inghilterra le assegnò una piccola pensione ed una parte della dote da vedova che le spettava, ed il 1º luglio 1324 le comunicò che poteva recarsi presso i parenti e gli amici all'interno del Regno, pur dovendo essere pronta ad accorrere a corte nel momento in cui fosse chiamata.
Margaret morì fra il 22 ottobre 1333 ed il 3 gennaio 1334 e venne sepolta nel Kent.

## Ascendenza
|                     |                    |                       | Genitori              |  |  | Nonni |  |  | Bisnonni          |  |  | Trisnonni        |  |
|                     |                    |                       |                       |  |  |       |  |  | Gilberto di Clare |  |  | Richard de Clare |  |
|                     |                    |                       |                       |  |  |       |  |  | Gilberto di Clare |  |  | Richard de Clare |  |
|                     |                    | Amice FitzRobert      |                       |  |  |       |  |  | Gilberto di Clare |  |  |                  |  |
| Riccardi di Clare   |                    |                       |                       |  |  |       |  |  | Gilberto di Clare |  |  |                  |  |
|                     |                    | Isabel Marshal        | William Marshal       |  |  |       |  |  |                   |  |  |                  |  |
|                     |                    | Isabel Marshal        | William Marshal       |  |  |       |  |  |                   |  |  |                  |  |
|                     |                    | Isabel Marshal        | Isabel de Clare       |  |  |       |  |  |                   |  |  |                  |  |
| Tommaso di Clare    |                    | Isabel Marshal        |                       |  |  |       |  |  |                   |  |  |                  |  |
|                     |                    | John de Lacy          | Roger de Lacy         |  |  |       |  |  |                   |  |  |                  |  |
|                     |                    | John de Lacy          | Roger de Lacy         |  |  |       |  |  |                   |  |  |                  |  |
|                     |                    | John de Lacy          | Maud de Clare         |  |  |       |  |  |                   |  |  |                  |  |
| Maud de Lacy        |                    | John de Lacy          |                       |  |  |       |  |  |                   |  |  |                  |  |
|                     |                    | Margaret de Lacy      | Robert de Quincy      |  |  |       |  |  |                   |  |  |                  |  |
|                     |                    | Margaret de Lacy      | Robert de Quincy      |  |  |       |  |  |                   |  |  |                  |  |
|                     |                    | Margaret de Lacy      | Hawise of Chester     |  |  |       |  |  |                   |  |  |                  |  |
| Margaret di Clare   |                    | Margaret de Lacy      |                       |  |  |       |  |  |                   |  |  |                  |  |
|                     | Maurice FitzGerald | Gerald FitzMaurice    |                       |  |  |       |  |  |                   |  |  |                  |  |
|                     | Maurice FitzGerald | Gerald FitzMaurice    |                       |  |  |       |  |  |                   |  |  |                  |  |
|                     | Maurice FitzGerald | Eve de Bermingham     |                       |  |  |       |  |  |                   |  |  |                  |  |
| Maurice FitzGerald  | Maurice FitzGerald |                       |                       |  |  |       |  |  |                   |  |  |                  |  |
|                     |                    | Joanna de Genneville  | …                     |  |  |       |  |  |                   |  |  |                  |  |
|                     |                    | Joanna de Genneville  | …                     |  |  |       |  |  |                   |  |  |                  |  |
|                     |                    | Joanna de Genneville  | …                     |  |  |       |  |  |                   |  |  |                  |  |
| Juliana FitzGerald  |                    | Joanna de Genneville  |                       |  |  |       |  |  |                   |  |  |                  |  |
|                     |                    | Gerald de Prendergast | Philip de Prendergast |  |  |       |  |  |                   |  |  |                  |  |
|                     |                    | Gerald de Prendergast | Philip de Prendergast |  |  |       |  |  |                   |  |  |                  |  |
|                     |                    | Gerald de Prendergast | Maud de Quincy        |  |  |       |  |  |                   |  |  |                  |  |
| Maud de Prendergast |                    | Gerald de Prendergast |                       |  |  |       |  |  |                   |  |  |                  |  |
|                     |                    | Matilda de Burgh      | Richard Mór de Burgh  |  |  |       |  |  |                   |  |  |                  |  |
|                     |                    | Matilda de Burgh      | Richard Mór de Burgh  |  |  |       |  |  |                   |  |  |                  |  |
|                     |                    | Matilda de Burgh      | Egidia de Lacy        |  |  |       |  |  |                   |  |  |                  |  |
|                     |                    | Matilda de Burgh      |                       |  |  |       |  |  |                   |  |  |                  |  |